# Dobrotin (Bajina Bašta)
Dobrotin (Servisch cyrillisch Добротин) is een plaats in de Servische gemeente Bajina Bašta. De plaats telt 251 inwoners (2002).